# 朱梦惠
朱梦惠（1999年3月23日—），浙江玉环人，中国女子游泳运动员，主攻短距离自由泳。
2018年8月22日，朱梦惠在2018年雅加达亚洲运动会上获得男女混合4×100米混合泳接力金牌。

## 生平
1999年3月23日，朱梦惠出生于中国浙江省玉环县（今玉环市），2005年进入玉环市环山小学就读。朱梦惠在幼儿园时期便开始练习游泳，她当时的启蒙教练是曾参加1959年全国运动会的前游泳选手窦宝贵。在刚接触游泳不久时，她的成绩一般，时常有放弃游泳的想法，但后来经过进一步的训练，她的成绩不断提高，小学时被选至杭州市陈经纶体育学校。2012年，朱梦惠的成绩有进一步的提升，她也因此进入浙江省省队。三年后，她成为中国国家队的一员。
2021年7月，她随中国游泳队参加2020东京奥运会。